# Luc-Thomas Somme
Luc-Thomas Somme OP (* 1960) ist ein französischer römisch-katholischer Theologe, Priester und Hochschullehrer.

## Leben
Der Diplom-Ingenieur der École Centrale de Lyon (1984) wurde 1990 zum Priester geweiht. Als Inhaber eines Doktorgrades in Theologie (1994) und eines DEA in Philosophie (1998) trat er 2000 in den religiösen Orden der Dominikaner  ein. Als Hochschullehrer für Moraltheologie war er von 2004 bis 2006 Dekan der Theologischen Fakultät des Katholischen Instituts von Toulouse, leitete von 2006 bis 2011 den Lehrstuhl für Moraltheologie an der Université de Fribourg. Er war von Juni 2013 bis Juni 2018 Rektor des Institut Catholique de Toulouse.

## Schriften (Auswahl)
- Fils adoptifs de Dieu par Jésus Christ. La filiation divine par adoption dans la théologie de saint Thomas d’Aquin. Paris 1997, ISBN 2-7116-1314-3.
- Hg.: Thomas d’Aquin, la divinisation dans le christ. Genève 1998, ISBN 2-940090-24-6.
- mit Emmanuel Durand (Hg.): Prêcher dans le souffle de la parole. Jalons pour une théologie dominicaine de la prédication. Paris 2015, ISBN 978-2-204-10995-6.